# مهوک یک
مُهوک یک روستایی در ایران است که در بخش پاپی شهرستان خرم‌آباد در استان لرستان واقع شده‌است.

## جمعیت
این روستا در دهستان کشور قرار دارد و براساس سرشماری مرکز آمار ایران در سال ۱۳۸۵، جمعیت آن ۲۰ نفر (۶ خانوار) بوده‌است.